# Harald Fadinger
Harald Fadinger (* 1978 in Graz) ist ein österreichischer Ökonom.

## Leben
Er erwarb 2002 den Magister iuris und den Magister der Sozial- und Wirtschaftswissenschaften, 2003 den Master of Science in Wirtschaftswissenschaften an der Universität Pompeu Fabra, Barcelona, 2008 den Doktortitel an der Universitat Pompeu Fabra und 2015 die Habilitation in Wirtschaftswissenschaften an der Universität Wien. Seit 2018 ist er Professor für Wirtschaftswissenschaften an der Universität Mannheim.
Seine Forschungsinteressen sind internationale Tradetheorie und -politik, Wachstums- und Entwicklungsökonomie, angewandte Mikroökonometrie und Organisationsökonomie.

## Schriften (Auswahl)
- mit Romain Aeberhardt und Ines Buono: Learning, incomplete contracts and export dynamics. Theory and evidence from French firms. Wien 2010.
- mit Karin Mayr: Skill-biased technological change, unemployment and brain drain. Wien 2011.
- mit Juan Carluccio, Alejandro Cuñat und Christian Fons-Rosen: Offshoring and skill-upgrading in French manufacturing. Heckscher-Ohlin-Melitz view. Barcelona 2015.
- mit Jean-Victor Alipour und Jan Schymik: My home is my castle. The benefits of working from home during a pandemic crisis. Evidence from Germany. München 2020.